# Pierre-Nolasque Bergeret

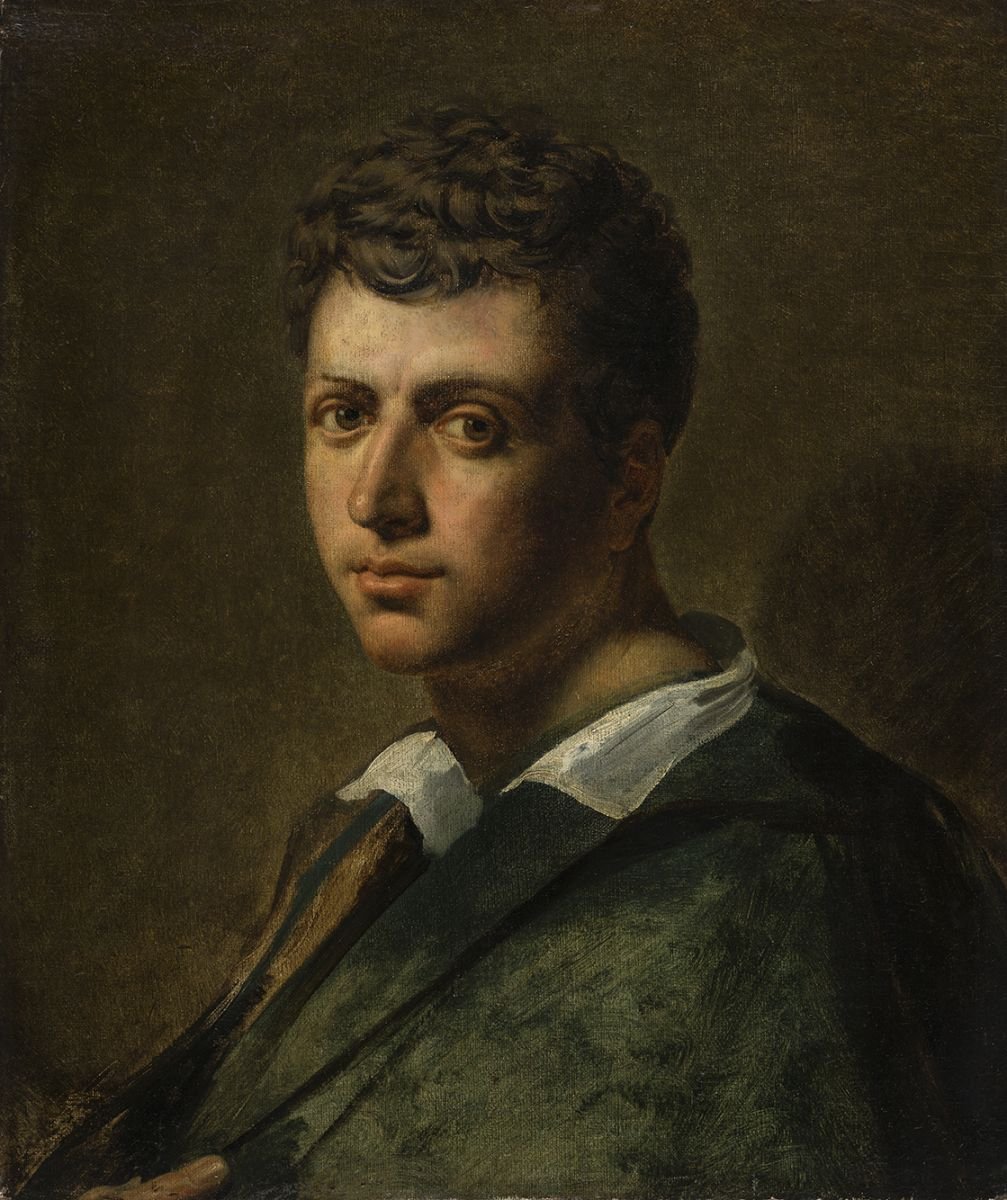
Selbstporträt

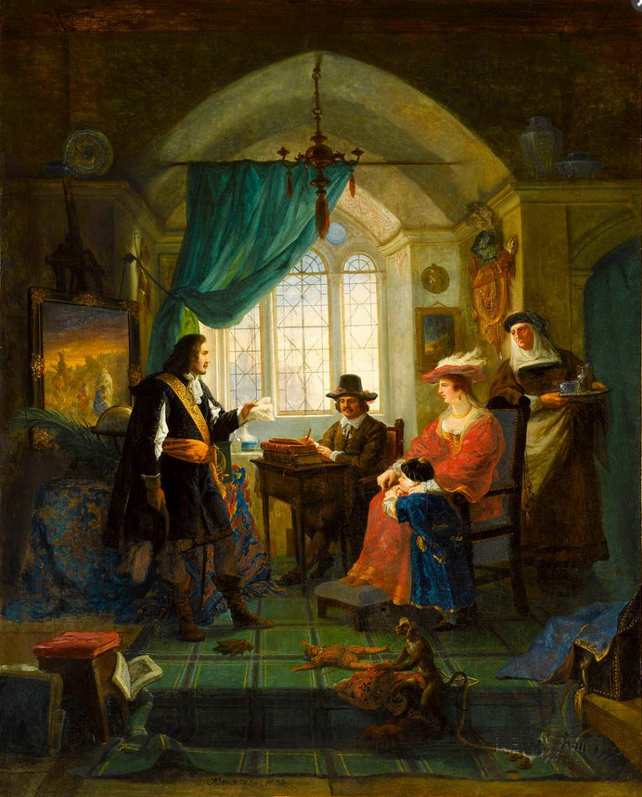
Rembrandt in seinem Atelier

Pierre-Nolasque Bergeret (* 30. Januar 1782 in Bordeaux; † 21. Februar 1863 in Paris) war ein französischer Genre- und Historienmaler sowie Lithograf. 
Pierre-Nolasque Bergeret erhielt seine erste Ausbildung in seiner Heimatstadt beim Maler Pierre Lacour (1785–1814). Danach zog er nach Paris, um in den Ateliers von François-André Vincent und Jacques-Louis David zu arbeiten. Dort wurde er auch von François Marius Granet und Jean-Auguste-Dominique Ingres beeinflusst.
Bergeret wurde auch vom Direktor des Louvre, Baron Dominique-Vivant Denon gefördert.
Bergeret gehörte zu den ersten französischen Lithografen. Er begann mit Reproduktionen von Werken von Nicolas Poussin und Raffael. Bergeret illustrierte Werke von Nicolas Boileau, Jean de La Fontaine und Molière.
Nach vier Misserfolgen beim Wettbewerb Prix de Rome erreichte er auf dem Salon von 1806 einen Erfolg mit dem historischen Gemälde der Darstellung von Raffaels Totenfeier, das von Napoleon für das Schloss Malmaison erworben wurde.
Der Erfolg brachte ihm weitere offizielle Aufträge, u. a. für Zeichnungen für die Reliefs der Vendôme-Säule in Paris.
Er engagierte sich auch politisch. 1848 veröffentlichte er eine polemische Schrift „Lettres d’un artiste sur l’état des arts en France, considerés sous les rapports politiques artistiques commerciaux et industriels“ (Briefe eines Künstlers über den Stand der Kunst in Frankreich, betrachtet unter den politischen, künstlerischen, kommerziellen und industriellen Beziehungen).